# Мызгин, Александр Михайлович
Алекса́ндр Миха́йлович Мызги́н (22 апреля 1965, Гомель, Белорусская ССР, СССР) — советский гребец-байдарочник, выступал за сборную СССР в середине 1980-х — начале 1990-х годов. Двукратный чемпион мира, восьмикратный чемпион национальных первенств, победитель и призёр многих международных турниров. На соревнованиях представлял спортивное общество «Динамо», заслуженный мастер спорта СССР (1990).

## Биография
Александр Мызгин родился 22 апреля 1965 года в Гомеле. Активно заниматься греблей начал в раннем детстве, состоял в гомельской спортивной команде «Динамо». Первого серьёзного успеха добился в 1985 году, когда выиграл на первенстве СССР сразу три золотые медали, в составе байдарки-четвёрки стал чемпионом на дистанциях 500, 1000 и 10000 метров. Благодаря череде удачных выступлений удостоился права защищать честь страны на чемпионате мира в бельгийском городе Мехелен, участвовал здесь в километровых гонках и вместе с командой, куда также вошли гребцы Игорь Гайдамака, Артурас Вета и Александр Водоватов, завоевал серебряную медаль, уступив лишь экипажу из Швеции.
В 1986 году Мызгин выиграл ещё две золотые медали национального первенства, среди двоек на километровой дистанции, среди четвёрок на полукилометровой и десятикилометровой дистанциях. Затем в его карьере наступил некоторый спад, а возвращение в основной состав советской сборной состоялось в 1989 году после победы на 10 км на всесоюзном первенстве. Спортсмен побывал на мировом первенстве в болгарском Пловдиве и привёз оттуда награду золотого достоинства — с четвёркой одержал победу в десятикилометровой дисциплине, при этом его партнёрами были гребцы Владимир Бобрешов, Сергей Суперата и Артурас Вета. Год спустя подтвердил звание национального чемпиона и съездил на чемпионат мира в польскую Познань, где с Бобрешовым, Ветой и Дмитрием Баньковским вновь добился чемпионства на своей коронной дистанции 10000 метров. За эти достижения в 1990 году удостоен почётного звания «Заслуженный мастер спорта СССР».
Последний раз Александр Мызгин выступал в зачёте всесоюзного первенства в сезоне 1991 года, в пятый раз выиграл десятикилометровый заплыв и стал, таким образом, восьмикратным чемпионом СССР по гребле на байдарках и каное. Вскоре после этих соревнований принял решение завершить карьеру спортсмена и перешёл на тренерскую работу. Работал тренером команды внутренних войск «Динамо», занимал должность старшего тренера национальной команды Республики Беларусь.